# Felicità puttana
Felicità puttana è un singolo del gruppo musicale italiano Thegiornalisti, pubblicato il 13 giugno 2018 come secondo estratto dal quinto album in studio Love.

## Descrizione
Il brano si caratterizza per un ritorno alle sonorità più vicine all'indie pop, con la critica musicale che ha paragonato la melodia e gli arrangiamenti al brano J-Boy dei Phoenix.

## Video musicale
Il video, con protagonisti il frontman Tommaso Paradiso e l'attrice Matilda De Angelis, è stato pubblicato il 12 giugno 2018 sul canale YouTube della Carosello Records. Il video è stato diretto dagli YouNuts! e girato tra Roma Flaminia e Villa Veientana.

## Tracce
1. Felicità puttana – 3:39

## Classifiche

### Classifiche settimanali
| Classifica (2018) | Posizione massima |
| ----------------- | ----------------- |
| Italia            | 2                 |

### Classifiche di fine anno
| Classifica (2018) | Posizione |
| ----------------- | --------- |
| Italia            | 17        |